# フランス衛兵隊

フランス衛兵隊の連隊旗

フランス衛兵隊（ふらんすえいへいたい、仏: Gardes　Françaises）は、 アンシャン・レジーム下でのフランス国王の近衛軍であるメゾン・ミリテール・デュ・ロワ・ド・フランス（Maison Militaire du Roi de France）に属する歩兵連隊。衛兵のほとんどが離脱したことが原因となってフランスの絶対王制の崩壊を確実にしたため、パリに駐屯していたフランス衛兵隊はフランス革命において主要な役割を果たすことになった。フランス衛兵隊はバスティーユの襲撃を率い、のちに国民衛兵の幹部を形成した。  

## 歴史
この連隊は国王シャルル9世によって1563年に創設された。9000人の壮強な兵士によって構成され、1635年には全30中隊、１部隊あたり300人のフューズィリエ（fusilier）を擁していた。彼らは「フューズィル」と呼ばれるマスケット銃や鉄製のパイクで武装し、平時には普通の民間人の生活を営むことができた。これは実際には、非番のときは民間人に雇われて軍務以外の仕事に就く事ができることを意味していた。
カトリーヌ・ド・メディシスの主張により、彼らは創設後いくつかの守備隊に分散させられた。しかし、モーの近郊でユグノーによるシャルル9世の誘拐未遂が起こった後、衛兵は国王を保護するために特別に元に戻された。 

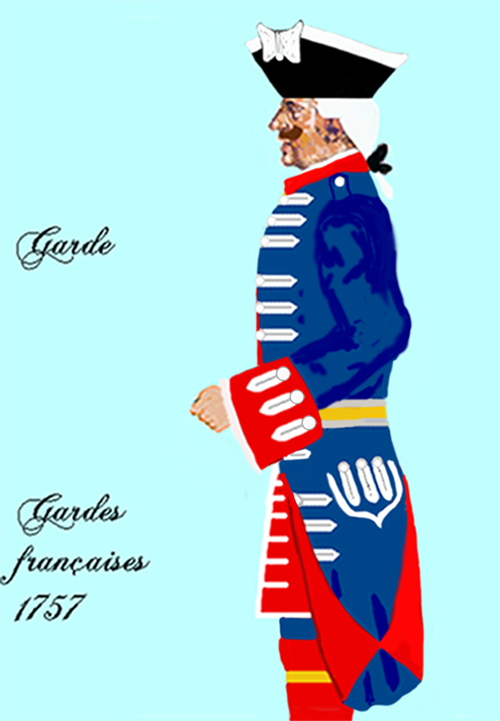
1757年時の制服

### 特権、役割と組織
戦時にはフランス衛兵隊は自分たちの戦闘ポジションを選ぶ特権を持っていた（通常は歩兵の第1列の中央に配置された）。他の特権には、包囲戦の間に城壁が破られたときの襲撃、兵舎の優先的な選択、および裁判の特別な権利が含まれており、パレードの時には、彼らはメゾン・ミリテール・デュ・ロワの他のすべての連隊に優先して行進した。  
彼らはヴェルサイユ宮殿の外部を警護する責任をスイス衛兵隊と分担していた。さらにフランス衛兵隊は、首都の様々な警察の支援のもと、パリで公の秩序を維持する責任を負っていた。

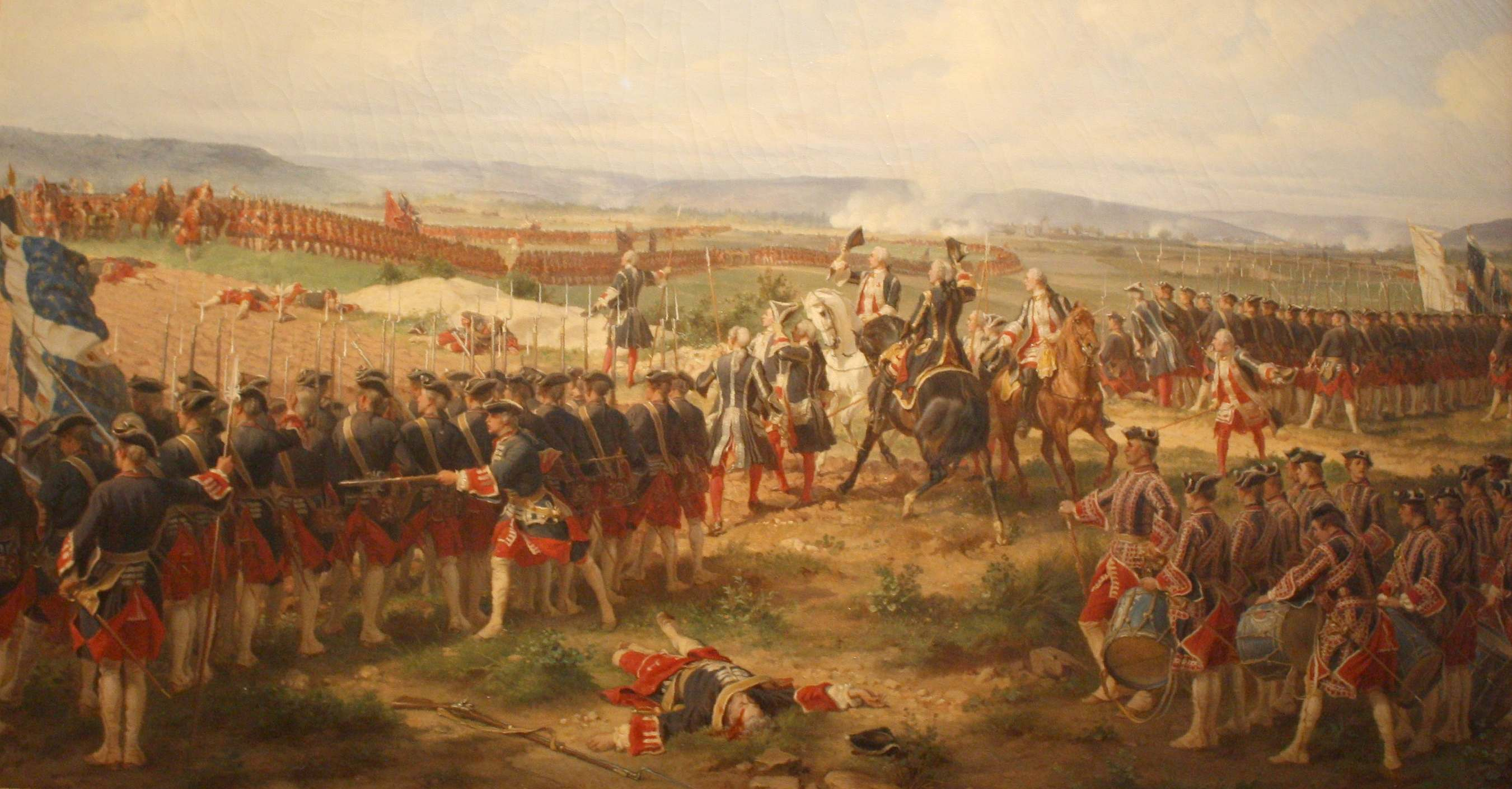
フランス衛兵隊とイギリス近衛歩兵連隊は1745年にフォントノワで対峙した。イギリス軍の指揮官であるチャールズ・ヘイ卿は「まず諸君らから撃ちたまえ」と言い、フランス衛兵隊の指揮官ダントロッシュ伯爵はこれに対して「いいや、我々は決して先には発砲しない」 と答えた

1789年には、フランス衛兵隊はメゾン・ミリテール・デュ・ロワの中で最大の部隊を構成していた。6つの擲弾兵中隊と24のフューズィリエ中隊が全連隊を構成する6つの大隊に分かれており、フランス衛兵隊の総数は約3,600人に達した。連隊の大佐は、通常、フランス元帥の階級を保持していた。擲弾兵中隊の隊長は、一般の歩兵連隊の大佐と同等の階級であった。各大隊には1つの擲弾兵中隊（109人の指揮官と兵士）と4つのフューズィリエ中隊（それぞれ132人の指揮官と兵士）が置かれていた。

### イメージと新人募集の原則
社会的なエリートである王宮部隊としてのフランス衛兵隊というイメージは、廷臣である指揮官によってのみ導かれたもので、その大部分が間違っている可能性がある。連隊の士官のほとんどはパリ以外の出身であり、のちに元帥となるアブラハム・ファベルのような者は地方貴族としての地位さえも持っていなかった。  兵士たちはフランス全土から募集されたが、結婚と非番時の雇用を通じて、フランス革命が勃発した時の行動に影響を与えたパリとのローカルな関係を素早く確立した。衛兵は最低8年間は隊に在籍し、一般の歩兵の最低身長が1.68mであったのに比べ、身長1.73m以上のフランス国民でなければならなかった。
フランス衛兵隊とそれに対するイギリスの指揮官たちが、まず相手に最初に発砲させるために互いに譲り合ったという、フォントノワの戦いで報告された出来事（図版参照）は、時に貴族の間で行われた過度の騎士道的態度の例として引用されている。しかし、18世紀の戦争では、敵に最も接近してから発砲した部隊が最も効果的な一斉掃射を行うことができた。フォントノワの戦いではフランス衛兵隊は最初に発砲し、411人の死傷者と重大な犠牲者を出した。

### 制服
1685年から1789年にかけて、連隊は赤い襟、袖口、チョッキに暗い「王の青色」のコートを着用した。ズボンは赤（後に白に変更）、レギンスは白だった。擲弾兵は毛皮の高帽子を使用していたが、フューズィリエ中隊はフランスの歩兵の標準的な三角帽子を着用していた。コートやチョッキは、白や銀（指揮官用）の編組で大きく刺繍されていた。

### フランス革命

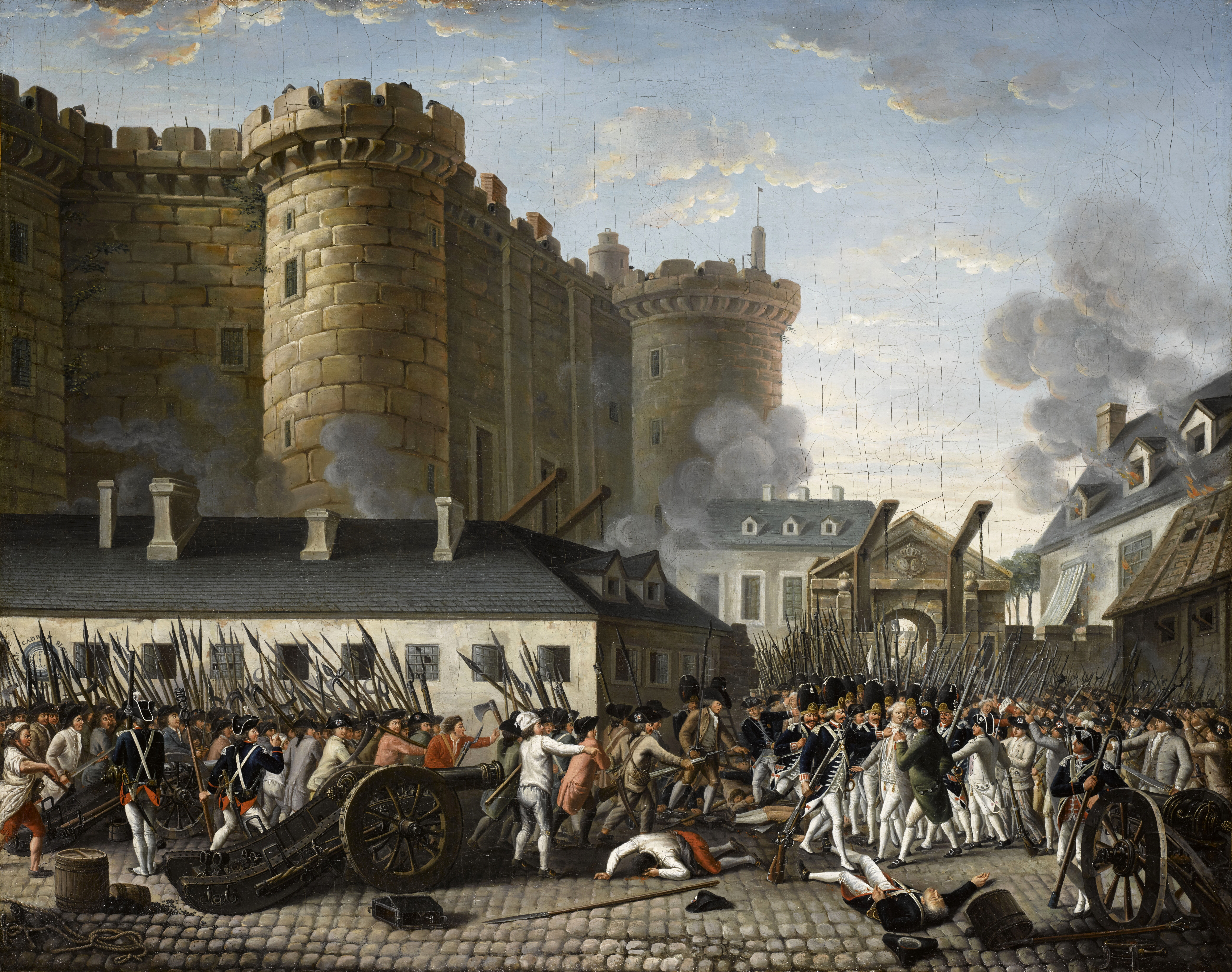
反抗したフランス衛兵隊 （左と中央右の青い制服の人物）は、バスティーユの襲撃とド・ローネー総督（右方で囲まれている人物）の逮捕に参加した。

フランス衛兵隊がその勃発の時点でフランス革命に対して示した共感は、反乱の初期の成功に不可欠な要素だった。当時のメゾン・ミリテール・デュ・ロワの他の2つの部隊、スイス衛兵隊とドイツ人衛兵隊は王に忠実だったがフランス衛兵隊よりも小規模な部隊であり、後者の連隊にはパリとのつながりが欠けていた。バスティーユの崩壊に至る1789年7月初めまでの何週間にもわたる騒動の間、連隊は当初は命令に従い、ますます手に負えなくなる群衆に対して何度か行動した。4月に起こったレヴェイヨンの工場での暴動では、衛兵は敵対的な群衆に発砲して数百人を死傷させた。しかし、パリ市民とのローカルな関係に加えて、連隊は前年に任命された大佐であるシャトレ公爵によって導入された過酷なプロイセン式の規律に憤慨していた。うかつな事に連隊の士官たちは、兵士の日常的な管理を下士官に任せきりで、彼ら自身と兵士との交流は限られていた。
これらが原因となって6月27日以降兵士による軍務の放棄が起こり、続いて7月12日にフランス衛兵隊がドイツ人衛兵隊に発砲する事件が起こった。そして7月14日にはついに兵士の大部分が離反した。伝えられるところによれば、パリの衛兵隊の兵舎の中庭である士官が部下を再び集めようとしたとき、彼に従ったのはたった一人の軍曹だけだったという。連隊全体で6大隊（それぞれ約600人の部隊）あった中で、依然として命令に従順だったのはわずか１大隊のみだった。反逆した兵士たちはバスティーユへの攻撃において重要な役割を果たした。そこで彼らは砲弾を効果的に使用し、降伏後の守備隊の虐殺を防いだと信じられている。バスティーユの崩壊後、フランス衛兵隊はヴェルサイユの警護任務に復帰したいと嘆願した。しかしこの申し出は拒否され、連隊は1789年8月31日に正式に解散された。
旧フランス衛兵隊はその後、新しい国民衛兵の軍事的な中核となる兵士を提供した。1789年10月6日、パリから来た暴徒がヴェルサイユ宮殿に侵入した時、彼らはラファイエット司令官の下で秩序を回復させるために行動し、10月6日に王室をパリまで護衛し、同日の午後には王太子を護衛した。1792年10月、元フランス衛兵は、戦争のために動員された新しい義勇兵部隊に配属された。この最終的な役割において、以前の王室衛兵は1792年から1802年の革命軍の幹部（将軍と上級および中堅以下の指揮官）を輩出した。
1814年のブルボン王政復古の後、かつて王室の警備を担っていたさまざまな部隊の大部分が再建された。しかし、革命の最初期における重要な転換点となったフランス衛兵隊の離反は忘れられることはなく、この連隊を再建しようとする動きはなかった。

## 主要な戦い
- ランスの戦い（1648年）
- フルーリュスの戦い（1690年）
- ステーンケルケの戦い（1692年）
- ラミイの戦い （1706年）
- マルプラケの戦い（1709年）
- デッティンゲンの戦い（1743年）
- フォントノワの戦い(1745年)
- バスティーユ襲撃（1789年）

## 著名なメンバー
- ピエール・ド・モンテスキュー・ダルタニャン（英語版）
- ニコラ・カティナ
- アブラハム・ファベル（英語版）
- ルイ・フリアン（英語版）
- ルイ＝ラザール・オッシュ
- フランソワ・ジョゼフ・ルフェーヴル

## ギャラリー
フランス衛兵隊
- フォントノワの戦いにおけるフランス衛兵隊
- フランス衛兵に扮した人々